# Sabuhi Huseynov
Sabuhi Huseynov ( es un jugador de bádminton Azerbaiyano. Ha jugado para la selección de Azerbaiyán desde 2012.

## Trayectoria
Ocupó el puesto número uno en el equipo juvenil de Azerbaiyán, ganando una medalla de oro anualmente en el torneo del Campeonato Republicano Juvenil de Azerbaiyán de 2012 a 2018, así como una medalla de bronce en los 5 ° Juegos Deportivos Infantiles Internacionales Konya Rumi. Ganó medallas de oro en competencias personales, dobles y mixtas en el Campeonato Juvenil de Bádminton de la Ciudad de Bakú 2016. En el torneo del Campeonato Republicano de Azerbaiyán, ganó medallas de bronce en 2015 y 2016, una medalla de plata en 2017 y medallas de oro en 2018 y 2019. 24 de enero de 2021, ocupa el puesto 1.191 en individuales masculinos, 302 en dobles masculinos y 737 en dobles mixtos con cuatro victorias en su carrera y 30 derrotas por la Federación Mundial de Bádminton.